# 이화여자대학교 사범대학 부속초등학교
이화여자대학교 사범대학 부속초등학교(梨花女子大學校師範大學附屬初等學校)는 대한민국 서울특별시 서대문구에 있는 사립 초등학교이다.

## 연혁
- 1955년 4월 8일 : 개교, 서명원 교수 초대교장 취임, 1학년 100명, 교사 2명, 강사 3명 (체육/음악/미술교사), 서무 1명
- 1955년 5월 4일 : 본관 목조 2층 교사 완공 (1954. 10. 5 착공)
- 1956년 10월 1일 : 이숙례 교감 2대 교장에 취임
- 1961년 2월 20일 : 1회 졸업생 92명 배출
- 1967년 12월 15일 : 별관 증축 교사 (체육실, 과학실, 음악실, 식당) 완공
- 1972년 8월 1일 : 정식영 교수 3대 교장에 취임
- 1976년 5월 31일 : 개축교사 완공, 봉헌식 (총건평 2,718평)
- 1978년 5월 17일 : 학교 급식 전교생에게 실시
- 1978년 8월 18일 : 정확실 교수 4대 교장에 취임
- 1981년 7월 30일 : 기도실 완공
- 1981년 9월 1일 : 이정환 교수 5대 교장에 취임
- 1987년 11월 1일 : 컴퓨터실 완공
- 1988년 9월 1일 : 이귀윤 교수 6대 교장에 취임
- 1995년 3월 1일 : 서울시 교육청 주5일제 수업연구학교 지정 및 수석교사제 실시
- 1996년 3월 1일 : 이화여자대학교 사범대학 부속초등학교로 개명됨
- 1998년 9월 1일 : 조연순 교수 7대 교장에 취임
- 2005년 1월 31일 : 2004년도 전국 100대 교육과정 최우수 초등학교 선정 (교육인적자원부)
- 2005년 4월 8일 : 창의적 문제해결력 신장을 위한 학교 교육과정 1~6 출간
- 2005년 12월 22일 : 개교 50주년 기념 초등교육센터 건립 완공 (1,079m2)
- 2006년 9월 1일 : 김정효 교수 8대 교장에 취임
- 2012년 3월 5일 : 융합인재교육(STEAM) 리더스쿨 선정 (한국과학창의재단)
- 2014년 7월 15일 : 국제기독교학교연맹(ACSI[Association of Christian Schools International]) 인증 획득
- 2014년 8월 24일 : 기독교 초등학교 교육과정 시리즈 1~3 출간
- 2014년 9월 1일 : 김민경 교수 9대 교장에 취임
- 2015년 2월 26일 : 소프트웨어교육 기반조성 (LED 모니터, 학생용 컴퓨터 교재)
- 2015년 3월 18일 : 소프트웨어교육(SW교육) 선도학교 선정 (한국과학창의재단)
- 2015년 3월 18일 : 개교 60주년 기념식 및 초등교육센터 리모델링
- 2015년 12월 4일 : 진로교육활동 '제1회 파랑새DNA(Dream&Act) 콘서트' 실시
- 2017년 2월 9일 : 전교생 문집 '파랑새100호' 발간
- 2018년 7월 25일 : ‘창의융합형 인재 양성을 위한 수학중심 융합수업의 실제’, ‘컴퓨팅 사고력 향상을 위한 SW교육의 실제’ 출간

- 2018년 9월 1일 : 정혜영 교수 10대 교장에 취임
- 2020년 3월 2일 : 2020 SW교육 선도학교-인공지능(AI)교육 시범 운영 학교 선정
- 2020년 5월 7일 : 인공지능(AI)-사물인터넷(IoT) 시범학교 선정(서울특별시교육청)
- 2020년 9월 4일 : 2020 온라인 콘텐츠 활용 교과서 선도학교 선정

## 동문
매년 10월 9일 한글날에 동창회를 진행한다.